# Chirk Bank
Chirk Bank är en by i Shropshire distrikt i Shropshire grevskap i England. Byn är belägen 31 km 
från Shrewsbury. Orten har 547 invånare (2016).